# Diocesi di Buto
La diocesi di Buto (in latino Dioecesis Butiensis) è una sede soppressa e sede titolare della Chiesa cattolica.

## Storia
Buto, forse nei pressi di Desuq (Com-Casir) nel delta del Nilo, è un'antica sede episcopale della provincia romana dell'Egitto Primo nella diocesi civile d'Egitto, ed era suffraganea del patriarcato di Alessandria.
Le Quien menziona la sede con il nome di ecclesia Phthenothi. Ftenote era il nome del distretto, il cui capoluogo era Buto. Nelle liste conciliari i vescovi sono indicati sia come vescovi di Buto, sia come vescovi di Ftenote.
Il primo vescovo conosciuto di questa antica diocesi egiziana è Pininute, vescovo di Ftenote, che aveva aderito allo scisma meleziano; il suo nome appare nella lista, trasmessa da Atanasio di Alessandria, dei vescovi meleziani che Melezio di Licopoli inviò all'arcivescovo Alessandro di Alessandria all'indomani del concilio di Nicea del 325.
Le Quien aggiunge il vescovo Caio, che prese parte al concilio niceno del 325. Questo vescovo è tuttavia considerato vescovo di Tmui e non di Ftenote (cioè Buto); lo stesso Le Quien menziona Caio anche nella cronotassi di Tmui.
Ammon fu presente al concilio di Efeso del 431, sostenitore del proprio patriarca Cirillo di Alessandria.
Il vescovo Teonas è documentato in due occasioni: sottoscrisse nel 458 la lettera dei vescovi dell'Egitto Primo all'imperatore Leone dopo la morte di Proterio di Alessandria; l'anno seguente sottoscrisse il decreto sinodale di Gennadio I di Costantinopoli contro i simoniaci.
Dal 1933 Buto è annoverata tra le sedi vescovili titolari della Chiesa cattolica; la sede è vacante dal 27 giugno 1977.

## Cronotassi

### Vescovi greci
- Pininute † (menzionato nel 325) (vescovo meleziano)
- Ammon † (menzionato nel 431)
- Teonas † (prima del 458 - dopo il 459)

### Vescovi titolari
- František Tomášek † (12 ottobre 1949 - 27 giugno 1977 pubblicato cardinale presbitero dei Santi Vitale, Valeria, Gervasio e Protasio)